# Mattighofen
Mattighofen est une ville autrichienne du district de Braunau am Inn, en Haute-Autriche.

## Géographie
Mattighofen se situe dans la région historique de l'Innviertel sur la rivière Mattig, à 454 m d'altitude. La commune s'étend sur 3 km du nord au sud et sur 3,3 km d'ouest en est. Sa superficie totale est de 5,2 km². 13,5 % de la surface est boisée, 50,0 % de la surface est utilisée pour l'agriculture.
La ville est le siège du constructeur motocycle KTM.

## Histoire

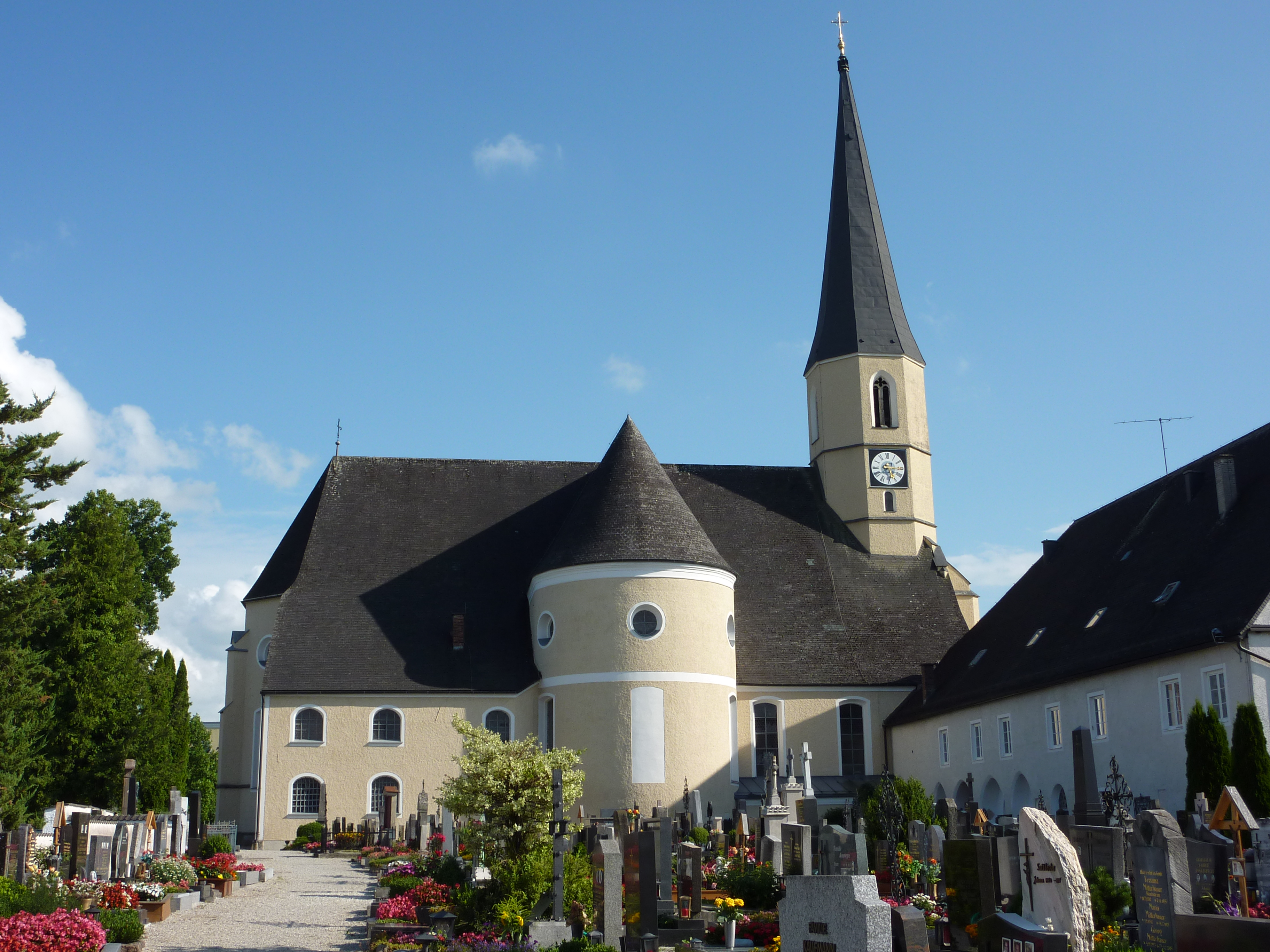
Église paroissiale.

Au début du Moyen Âge, la région faisait partie du duché de Bavière ; un palais royal y est documenté en 757. En 1007, le Gau a été remis aux évêques de Bamberg, grâce à une donation par le roi Henri II. En 1436, le chevalier Hans de Kuchl y installa une église collégiale. 
À l'époque de la Réforme, à partir de 1517, Mattighofen était la propriété des comtes d'Ortenbourg. Le comte Joachim a officiellement établi la foi protestante en 1563. Après une longue période de conflit, le domaine a été acquis par le ducs de Bavière en 1602. Les souverains de la maison de Wittelsbach firent administrer la région par des gardiens et confirmèrent à plusieurs reprises le droit de marché du XVe siècle.
En 1685, une prévôté fut fondée à Mattighofen. Par la paix de Teschen en 1779, l'Innviertel a été rattaché à l'archiduché d'Autriche, ce qui mit fin à 1200 ans d'appartenance à la Bavière.

## Personnalités liées à la commune
- Joachim d'Ortenbourg (1530–1600), comte, né à Mattighofen ;
- Friedrich Chlubna (1946–2005), compositeur de problèmes d'échecs ;
- Erwin Stricker (1950–2010), skieur alpin.